# Премија де Мар
Премија де Мар (шп. Premiá de Mar) град је у Шпанији у аутономној заједници Каталонија у покрајини Барселона. Према процени из 2017. у граду је живело 27 866 становника.

## Становништво
Према процени, у граду је 2017. живело 27 866 становника.
| 1970.  | 1986.  | 2007.  | 2017.  |
| ------ | ------ | ------ | ------ |
| 11.284 | 20.069 | 27.590 | 27.866 |